# Ottone I di Brunswick-Lüneburg
Ottone I di Brunswick-Lüneburg, soprannominato Ottone il Fanciullo, (1204 – 1252) fu il primo duca di Brunswick-Lüneburg, dal 1235 al 1252.

## Biografia
Nacque intorno al 1204 da Guglielmo di Winchester, signore di Braunschweig, e dalla principessa Elena di Danimarca.
Suo nonno paterno era Enrico il Leone, duca di Sassonia.

### Eredità
Nel 1213 ereditò le proprietà di suo padre in Sassonia. Con la morte di Enrico VI del Palatinato, conte palatino del Reno, Ottone poteva così aspirare ad ereditare più vaste terre. Nel 1223 suo zio Enrico V del Palatinato lo nominò con atto notarile proprio erede dei ducati di Sassonia e di Baviera e di altre terre sparse per l'impero. Alla morte di Enrico V così, anche l'imperatore Federico II di Svevia, già avviatosi a prendere possesso delle terre del defunto, dovette riconoscere la successione di Ottone.

### Alleanza con la Danimarca
Per essere sicuro di non ricevere attacchi da eventuali pretendenti all'eredità di Enrico, decise di allearsi con suo zio materno, Valdemaro II di Danimarca. Il trattato stipulato con il re danese prevedeva il reciproco sostegno in caso di guerra. Ottone venne nominato conte di Garding e Thetesbüll ma l'accordo risultò per lui più che altro svantaggioso: dovette infatti prendere parte alle battaglie di Mölln nel 1225 e alla battaglia di Bornhöved nel 1227, combattute sul suolo danese. In seguito all'ultima battaglia fu fatto prigioniero e rinchiuso in una fortezza a Rostock, capitale della contea di Schwerin.
Con Ottone lontano, l'imperatore si affrettò a marciare sul ducato di Brunswick ma avendo saputo che il re danese si sarebbe mosso per evitare che il nipote imprigionato perdesse i suoi domini, abbandonò il progetto. Inoltre le cittadine attaccate da Federico II si dimostrarono agguerrite e fedeli ad Ottone.
Nel 1228 il conte di Schwerin, sul letto di morte, dispose che il prigioniero fosse liberato. Ottone poté quindi fare ritorno al ducato. Durante il viaggio di ritorno si fermò nel margraviato di Brandeburgo ospite di Giovanni I. Ivi conobbe la di lui sorella Matilda, figlia di Alberto II di Brandeburgo, che sposò a Luneburgo nel 1228.
L'anno prima era divenuto l'unico erede ancora in vita di suo nonno Enrico il Leone. Dovette però combattere strenuamente contro gli Hohenstaufen e la nobiltà locale per poter prendere possesso della sua eredità, aiutato dal suocero.

### Fine delle ostilità con l'Impero
Nel 1235 Ottone comunque raggiunse un accordo con l'imperatore che risolveva la controversia tra gli Hohenstaufen e la casa di Welfen, a cui apparteneva Ottone. Questa controversia era iniziata già nel 1180 quando Enrico il Leone era stato spogliato del suo ducati dal nonno di Federico II, Federico Barbarossa. In base a questo accordo, Ottone trasferì tutte le sue proprietà private all'imperatore, il quale subito le trasferì all'impero, per poi ritrasferirle sotto forma di feudo ereditario a Ottone. In questo modo Ottone riacquistò lo status di principe del Sacro Romano Impero, titolo che Enrico il Leone aveva perso, ed ottenne un nuovo ducato creato ad hoc per lui dall'imperatore: il ducato di Brunswick-Lüneburg, dal nome delle principali città presenti nel territorio.

### Morte
Ottone ebbe modo di accrescere notevolmente il suo territorio alleandosi con Guglielmo II d'Olanda. Il re manifestò a tutti i principi di Germania il desiderio di incontrarli in una dieta generale a Francoforte.
Mentre Ottone si apprestava a lasciare Braunschweig allo scopo di essere presente a questa assemblea, venne improvvisamente colto da malessere e morì. Venne sepolto nel duomo di Braunschweig. Egli è l'antenato in linea maschile di tutti i membri della casata di Welfen.

## Discendenza
Dalla moglie Matilda, figlia di Alberto II di Brandeburgo e di Matilde di Groitzsch, ebbe dieci figli:
- Ottone (? - 1247);
- Alberto (1236 - Braunschweig, 15 agosto 1279);
- Giovanni (1242 - 13 dicembre 1277);
- Ottone (1247 - 4 luglio 1279), vescovo di Hildesheim;
- Corrado (? - 15 settembre 1299);
- Matilde (? - 1297), sposa di Enrico II di Anhalt-Aschersleben;
- Elena (18 marzo 1223 - 6 settembre 1273), sposa di Alberto I di Sassonia e di Ermanno II di Turingia;
- Elisabetta (1230 - 27 maggio 1266), sposa di Guglielmo II d'Olanda;
- Adelaide (? - 12 giugno 1274), sposa di Enrico I d'Assia;
- Agnese, sposa di Wizlaw II di Rügen.

## Ascendenza
|                                |               |                          | Genitori                   |  |  | Nonni |  |  | Bisnonni            |  |  | Trisnonni            |  |
|                                |               |                          |                            |  |  |       |  |  | Enrico X di Baviera |  |  | Enrico IX di Baviera |  |
|                                |               |                          |                            |  |  |       |  |  | Enrico X di Baviera |  |  | Enrico IX di Baviera |  |
|                                |               | Wulfhilde di Sassonia    |                            |  |  |       |  |  | Enrico X di Baviera |  |  |                      |  |
| Enrico il Leone                |               |                          |                            |  |  |       |  |  | Enrico X di Baviera |  |  |                      |  |
|                                |               | Gertrude di Supplimburgo | Lotario II di Supplimburgo |  |  |       |  |  |                     |  |  |                      |  |
|                                |               | Gertrude di Supplimburgo | Lotario II di Supplimburgo |  |  |       |  |  |                     |  |  |                      |  |
|                                |               | Gertrude di Supplimburgo | Richenza di Northeim       |  |  |       |  |  |                     |  |  |                      |  |
| Guglielmo di Winchester        |               | Gertrude di Supplimburgo |                            |  |  |       |  |  |                     |  |  |                      |  |
|                                |               | Enrico II d'Inghilterra  | Goffredo V d'Angiò         |  |  |       |  |  |                     |  |  |                      |  |
|                                |               | Enrico II d'Inghilterra  | Goffredo V d'Angiò         |  |  |       |  |  |                     |  |  |                      |  |
|                                |               | Enrico II d'Inghilterra  | Matilde d'Inghilterra      |  |  |       |  |  |                     |  |  |                      |  |
| Matilde d'Inghilterra          |               | Enrico II d'Inghilterra  |                            |  |  |       |  |  |                     |  |  |                      |  |
|                                |               | Eleonora d'Aquitania     | Guglielmo X d'Aquitania    |  |  |       |  |  |                     |  |  |                      |  |
|                                |               | Eleonora d'Aquitania     | Guglielmo X d'Aquitania    |  |  |       |  |  |                     |  |  |                      |  |
|                                |               | Eleonora d'Aquitania     | Aénor di Châtellerault     |  |  |       |  |  |                     |  |  |                      |  |
| Ottone I di Brunswick-Lüneburg |               | Eleonora d'Aquitania     |                            |  |  |       |  |  |                     |  |  |                      |  |
|                                | Canuto Lavard | Eric I di Danimarca      |                            |  |  |       |  |  |                     |  |  |                      |  |
|                                | Canuto Lavard | Eric I di Danimarca      |                            |  |  |       |  |  |                     |  |  |                      |  |
|                                | Canuto Lavard | Bodil Thurgotsdatter     |                            |  |  |       |  |  |                     |  |  |                      |  |
| Valdemaro I di Danimarca       | Canuto Lavard |                          |                            |  |  |       |  |  |                     |  |  |                      |  |
|                                |               | Ingeborg di Kiev         | Mstislav I di Kiev         |  |  |       |  |  |                     |  |  |                      |  |
|                                |               | Ingeborg di Kiev         | Mstislav I di Kiev         |  |  |       |  |  |                     |  |  |                      |  |
|                                |               | Ingeborg di Kiev         | Cristina Ingersdotter      |  |  |       |  |  |                     |  |  |                      |  |
| Elena di Danimarca             |               | Ingeborg di Kiev         |                            |  |  |       |  |  |                     |  |  |                      |  |
|                                |               | Volodar Glebovič di Kiev | …                          |  |  |       |  |  |                     |  |  |                      |  |
|                                |               | Volodar Glebovič di Kiev | …                          |  |  |       |  |  |                     |  |  |                      |  |
|                                |               | Volodar Glebovič di Kiev | …                          |  |  |       |  |  |                     |  |  |                      |  |
| Sofia di Minsk                 |               | Volodar Glebovič di Kiev |                            |  |  |       |  |  |                     |  |  |                      |  |
|                                |               | Rikissa di Polonia       | Boleslao III di Polonia    |  |  |       |  |  |                     |  |  |                      |  |
|                                |               | Rikissa di Polonia       | Boleslao III di Polonia    |  |  |       |  |  |                     |  |  |                      |  |
|                                |               | Rikissa di Polonia       | Salomea di Berg            |  |  |       |  |  |                     |  |  |                      |  |
|                                |               | Rikissa di Polonia       |                            |  |  |       |  |  |                     |  |  |                      |  |